# Turnbull
Turnbull klanen er en skotsk klan, der nu er er udbredt over det meste af Nordamerika og Europa.
Der er cirka 750.000 klanmedlemmer, der derved gør den til en af de største. Deres våbenskjold er et tyrehoved. Navnet skulle efter sigende komme af, at en William Rule engang reddede Robert 1. af Skotland, fra en olm tyr ved at gribe den i hornene og vælte den omkuld. Som belønning fik han navnet Turnbull (Turn-e-bull). Klanens motto er da også "I saved the king".